# دانیل اشنایدرمن
دانیل اشنایدرمن (به فرانسوی: Daniel Schneidermann زادهٔ در ۵ آوریل ۱۹۵۸ در پاریس) یک روزنامه‌نگار اهل فرانسه است که به تحلیل رسانه‌های تلویزیونی تمرکز کرده‌است. وی عمدتاً در ستون‌های هفتگی — در گذشته در لوموند و در حال حاضر در لیبراسیون و در کانال ویدیویی «فریز فریم» (Freeze-frame) — فعال است که قبلاً توسط کانال تلویزیونی عمومی فرانسه ۵ پخش می‌شد، اما در حال حاضر از طریق حمایت مالی مشترکان تأمین می‌شود. پخش این نمایش تلویزیونی در سال ۲۰۰۷ توسط France 5 متوقف شد، اتفاقی که منجر به ایجاد وب سایت Arret Sur Images گردید.